# Toti Dal Monte
Toti Dal Monte (Antonietta Meneghel) (1893 – 1975) fue una célebre soprano lírica de coloratura italiana favorita de Arturo Toscanini y en el papel de Madama Butterfly de Puccini.
Nació en Mogliano Veneto, debutando en La Scala de Milán a los diecisiete años como Biancofiore en Francesca de Rímini de Riccardo Zandonai. Su voz de ruiseñor fue popular en todo el mundo destacándose como Amina (La sonnambula), Lucia (Lucia di Lammermoor)y Gilda (Rigoletto). 
Como Madama Butterfly pasó a la historia con una interpretación altamente personal registrada integralmente.
Triunfó en Milán, París, Londres, Chicago, New York (1924, Lucia), el Teatro Colón de Buenos Aires (1923 y 1927 como Gilda) y Australia invitada por Nellie Melba.
Se retiró en 1943 como cantante aunque siguió apareciendo esporádicamente en teatro y films, entre ellos Anónimo veneciano de 1970 dirigido por Enrico Maria Salerno.

## Discografía
- Puccini, Madama Butterfly / De Fabritiis, Beniamino Gigli
- Arte de Toti dal Monte, varios